# 山口清吾
山口 清吾（やまぐち せいご、1924年4月13日 - 1996年1月24日）は、日本の武道（合気道）家。福岡県出身。1960年代から90年代にかけて合気会本部道場師範として指導に当たり、門下生から多くの師範を輩出した。

## 年譜
- 1943年10月 - 太平洋戦争学徒出陣。
- 1945年10月 - 復員。
- 1949年10月 - 第一回国家公務員上級職試験合格。
- 1951年 - 合気道開祖・植芝盛平に入門し、以降は合気道に専念する。
- 1958年7月 - ビルマ(現在のミャンマー)国防軍に合気道指導。
- 1977年7月 - 欧州(主にフランスを中心にして)合気道指導。以降、1995年までフランス(主にパリ)、イギリス(主にオックスフォード)、ドイツ(主にマンハイム)で毎年指導。
- 1992年1月 - 日本武道協議会(会長：江崎真澄)より武道功労賞を授与される。
- 1994年1月 - 合気道9段位に列される。
- 1996年1月24日 - 死去。